# Paprika (anime)
Paprika (パプリカ?) es una película animada de ciencia ficción japonesa estrenada en 2006, basada en la novela homónima de Yasutaka Tsutsui de 1993. Trata acerca de la invención de un dispositivo que tiene la finalidad de permitir la aparición de sueños lúcidos llamado «Mini DC». La película fue dirigida por Satoshi Kon, animada por el estudio Madhouse, y producida y distribuida por Sony Pictures Entertainment. El estreno de la cinta se realizó el 2 de septiembre de 2006 en el marco del 63.ª edición del Festival Internacional de Cine de Venecia.

## Argumento
En un futuro próximo, la psiquiatra Atsuko Chiba (千葉敦子?) utiliza un método de terapia revolucionario, gracias a un proyecto corporativo del que forma parte, en el cual un grupo de investigadores desarrolla un dispositivo para navegar de forma consciente a través de los sueños y mejorar la detección, análisis y solución de traumas psicológicos.
Con el conocimiento del jefe del equipo (el doctor Osanai), la doctora Chiba, a través de su alter-ego (llamado Paprika), comienza trabajando con el dispositivo para probarlo y, de paso, ayudar a los pacientes psiquiátricos fuera del centro de investigación. El método de terapia consiste en introducirse en la mente de los pacientes para tratar sus ansiedades, viendo los detalles de los sueños, evitando la necesidad de que sean narrados y con la posibilidad de grabarlos.
Tres prototipos experimentales son robados, desarrollados por el investigador principal y creador, el doctor Tokita, a los cuales todavía no se les habían añadido las restricciones de seguridad, permitiendo al usuario ver los sueños y explorar los pensamientos inconscientes de las personas conectadas a la máquina de psicoterapia desde cualquier lugar. Los ladrones comienzan a utilizarlo para invadir las mentes de los encargados del desarrollo, afectándolos durante el día debido al excesivo contacto que mantienen con el Mini DC, convirtiendo a la doctora Chiba en la más susceptible a ser afectada. Convertida en Paprika, la doctora Atsuka Chiba realizará una investigación para dar con el causante del robo y descubrir sus verdaderas intenciones, atravesando varias suposiciones que desenlazan en un inesperado culpable a la mitad de la trama, pero desencadenan una serie de sucesos elaborados con el fin de corregir los daños causados.

## Reparto
| Personaje              | Seiyū Original (Japón) | Actor de doblaje (España) | Actor de voz (Hispanoamérica)                       | Actor de voz (EE. UU.) |
| ---------------------- | ---------------------- | ------------------------- | --------------------------------------------------- | ---------------------- |
| Atsuko "Paprika" Chiba | Megumi Hayashibara     | Nuria Trifol              | Liliana Barba (Atsuko Chiba) Rebeca Gómez (Paprika) | Cindy Robinson         |
| Toshimi Konakawa       | Akio Ōtsuka            | Alfonso Vallés            | Gerardo Vázquez                                     | George C. Cole         |
| Dr. Torataro Shima     | Katsunosuke Hori       | Félix Benito              | César Árias                                         | David Lodge            |
| Dr. Morio Osanai       | Kōichi Yamadera        | Claudi Domingo            | Marcos Patiño                                       | Doug Erholtz           |
| Dr. Kosaku Tokita      | Tōru Furuya            | José Javier Serrano       | Luis Alfonso Mendoza                                | Yuri Lowenthal         |
| Dr. Seijiro Inui       | Tōru Emori             | Adrià Frías               |                                                     | Michael Forest         |
| Hajime Himuro          | Daisuke Sakaguchi      | Enrique Fernández         | Ernesto Lezama                                      | Brian Beacock          |
| Yasushi Tsumura        | Mitsuo Iwata           |                           | Roberto Mendiola                                    |                        |
| Nobue Kakimoto         | Rikako Aikawa          | Rosa Pastó                | Magda Giner                                         |                        |
| Muñeca japonesa        | Satomi Kōrogi          | Elvira García             |                                                     |                        |
| Sr. Jinnai             | Satoshi Kon            | Javier Amilibia           |                                                     |                        |
| Sr. Kuga               | Yasutaka Tsutsui       | Toni Solanes              |                                                     | Brian Beacock          |

También participaron en la película los seiyūs: Akiko Kawase, Anri Katsu, Eiji Miyashita, Hideyuki Tanaka, Kōzō Mito, Kumiko Izumi, Shinichiro Ota y Shinya Fukumatsu.

## Banda sonora
La música fue compuesta por Susumu Hirasawa, quien había compuesto la banda sonora de la galardonada película de Kon Millennium Actress, de su serie de televisión Paranoia Agent, y la mayor parte de la banda sonora de Berserk. Este artista utilizó un sintetizador Vocaloid para sus composiciones.

### Lista de canciones
| N.º | Título                                                                      | Duración |  |
| 1.  | «Parade (パレード Parēdo?)»                                                 | 5:46     |  |
| 2.  | «Mediational Field (媒介野 Baikaiya?)»                                      | 4:59     |  |
| 3.  | «A Blind Spot in a Corridor (回廊の死角 Kairō no Shikaku?)»                 | 1:59     |  |
| 4.  | «Welcome to the Circus (サーカスへようこそ Sākasu e Yōkoso?)»               | 1:00     |  |
| 5.  | «A Tree in the Dark (暗がりの木 Kuragari no Ki?)»                           | 1:26     |  |
| 6.  | «Escapee (逃げる者 Nigerumono?)»                                            | 3:14     |  |
| 7.  | «Lounge»                                                                    | 2:05     |  |
| 8.  | «Shadow (その影 Sono Kage?)»                                                | 3:19     |  |
| 9.  | «A Drop Filled with Memories (滴いっぱいの記憶 Shizuku Ippai no Kioku?)»    | 4:39     |  |
| 10. | «Chaser (追う者 Oumono?)»                                                   | 3:03     |  |
| 11. | «Prediction (予期 Yoki?)»                                                   | 1:44     |  |
| 12. | «Parade (instrumental)»                                                     | 5:51     |  |
| 13. | «The Girl in Byakkoya - White Tiger Field (白虎野の娘 Byakkoya no Musume?)» | 4:47     |  |

## Recepción crítica
Paprika ha logrado una aceptación del 82% de las 83 reseñas en el sitio Rotten Tomatoes y del 81% de las 26 del sitio en Metacritic. El realizador inglés Terry Gilliam la incluyó en su lista de las 50 mejores películas animadas.